# Calathus extensicollis
Calathus extensicollis é uma espécie de insetos coleópteros pertencente à família Carabidae.
A autoridade científica da espécie é Putzeys, tendo sido descrita no ano de 1873.
Trata-se de uma espécie presente no território português.